# Cortes de Valladolid (1322)

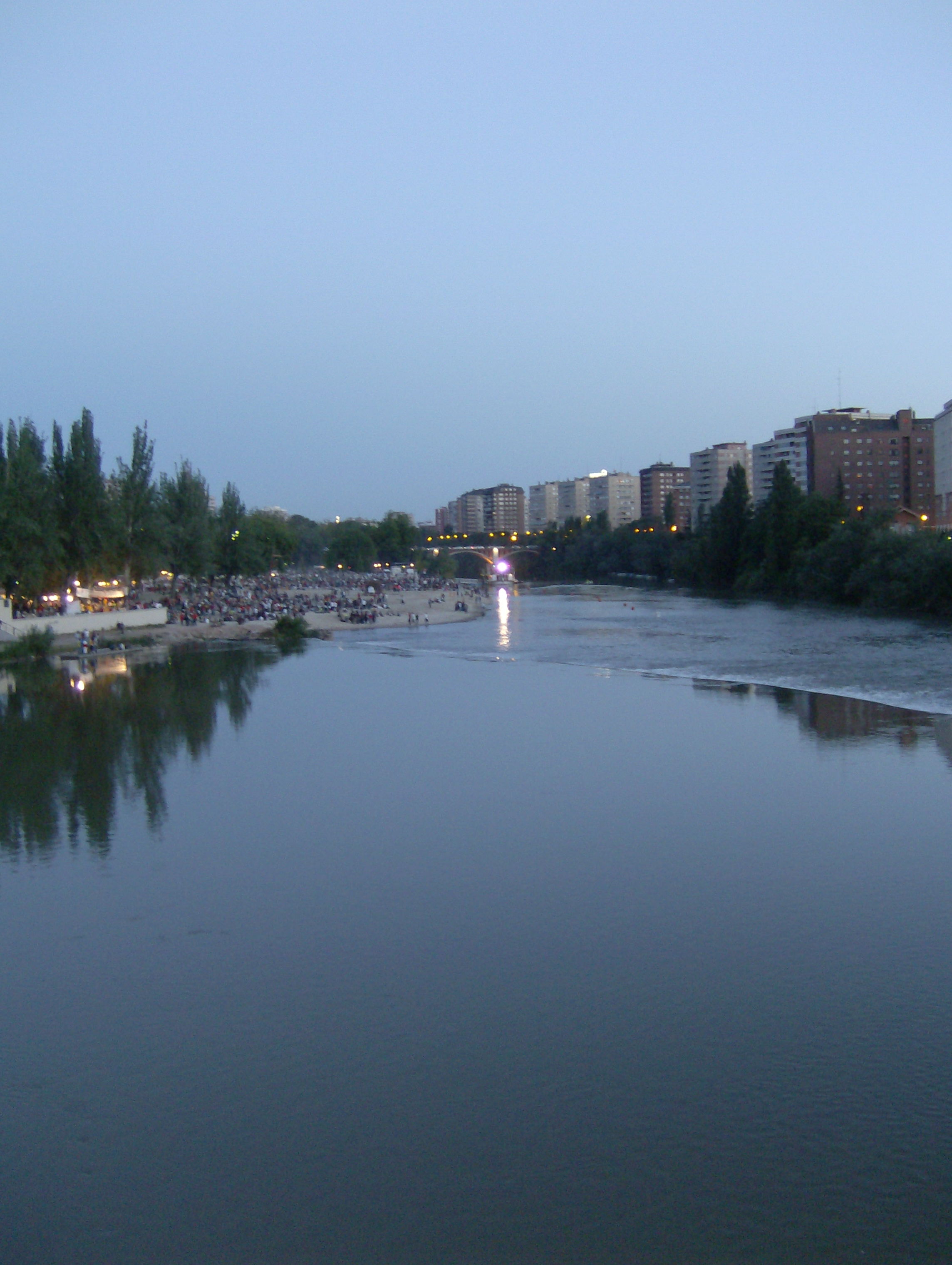
El río Pisuerga a su paso por la ciudad de Valladolid.

Cortes de Valladolid de 1322. Cortes del reino de Castilla celebradas en la ciudad de Valladolid en el año 1322, durante la minoría de edad de Alfonso XI de Castilla.
El ordenamiento de las Cortes de 1322 es el más extenso de todos los de la minoría de edad de Alfonso XI, pero muchas de las disposiciones contenidas en él son similares a las de otras Cortes anteriores, lo que demuestra, como señalan diversos autores, que los problemas en Castilla continuaban siendo los mismos y, «lo que era mucho peor, continuaban sin resolverse».

## Las Cortes de Valladolid de 1322

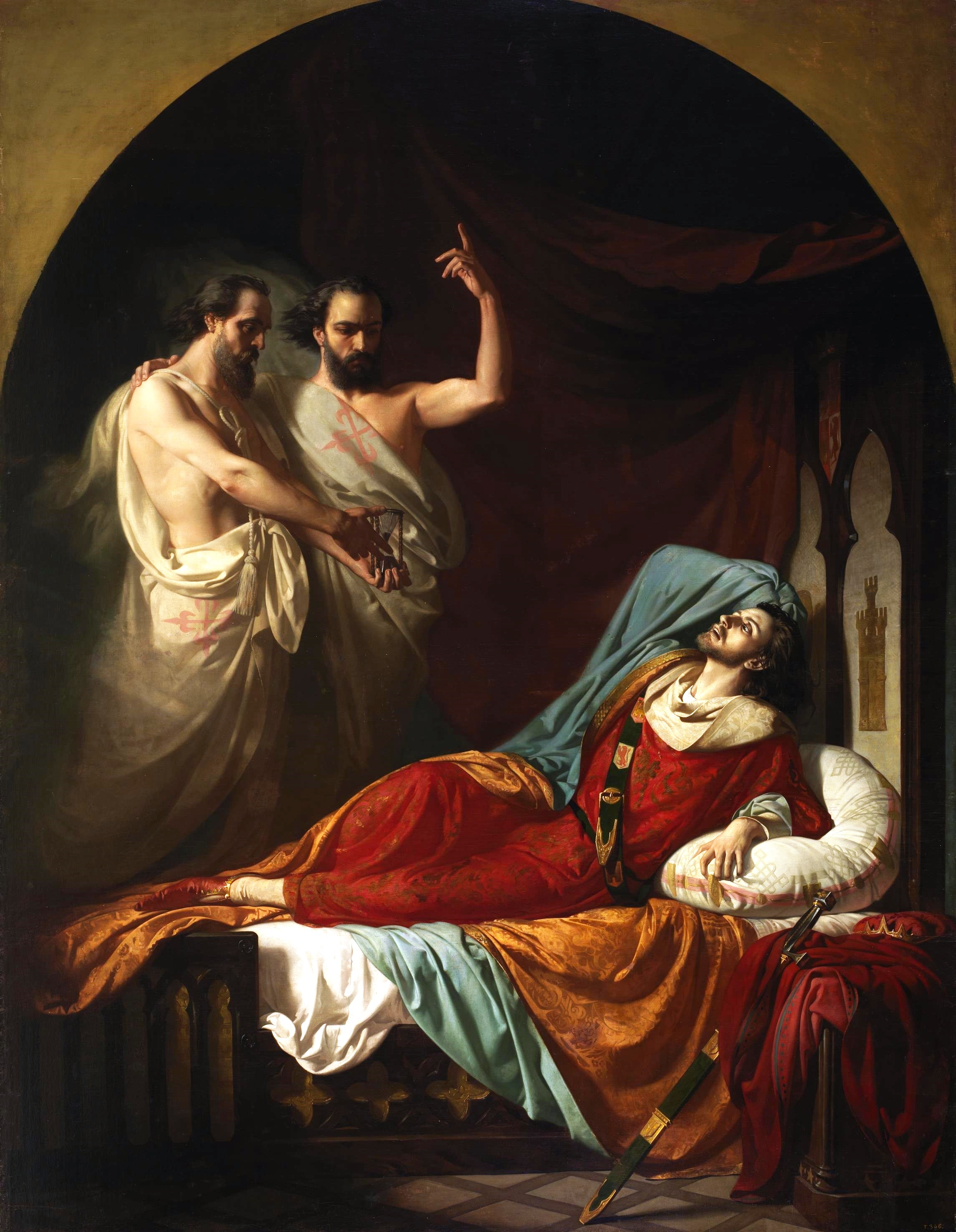
Últimos momentos de Fernando IV el Emplazado. Óleo sobre lienzo de José Casado del Alisal. 1860. (Palacio del Senado de España).

A la muerte del rey Fernando IV, en 1312, subió al trono su hijo Alfonso XI, que tenía un año de edad a la muerte de su padre. Entre 1313 y 1319 la tutoría del rey Alfonso XI fue ejercida por los infantes Juan y Pedro y por la reina María de Molina, abuela de Alfonso XI. No obstante, los infantes Juan y Pedro murieron en 1319 en el Desastre de la Vega de Granada, y la reina María de Molina falleció en 1321.
Por ello, en 1322 los tres aspirantes a ejercer la tutoría del rey eran el infante Felipe de Castilla, hijo de Sancho IV de Castilla y de María de Molina, Juan el Tuerto, nieto de Alfonso X de Castilla, y Don Juan Manuel, nieto de Fernando III de Castilla. El infante Felipe, que era tío carnal de Alfonso XI, convocó una reunión de Cortes en Valladolid en 1322, y a ellas asistió Juan el Tuerto, en un momento de reconciliación transitoria entre ambos. Las Cortes se celebraron en un contexto, como señalan diversos autores, de doble crisis, ya que a la crisis económica que afectaba a toda Europa se sumaba la crisis política interna en Castilla, originada por el vacío de poder existente tras la muerte de los infantes Juan y Pedro y de la reina María de Molina, y que ocasionó, como señala el encabezamiento del ordenamiento de las Cortes vallisoletanas, incendios, tormentos, deshonras, prisiones y toda clase de males en todo el reino:

Catando los muchos dannos de ffuerças e de muertes de omnes e de mugeres e de tormentos e de prisiones e de quemas e de espechamientos e de rrobos e de desonrras e de otras cosas muchas sin guisa que eran con justiçia e contra fuero, que se fezieron e se fazen por la tierra desque los tutores que eran de nuestro sennor el Rey ffinaron aaca.

Cada uno de los aspirantes a la tutoría del rey controlaba una determinada zona geográfica de Castilla, aunque imperaba la anarquía y el ambiente en el reino era semejante, como señalan diversos autores, al de una guerra civil. Juan el Tuerto contaba con el apoyo de las ciudades de Castilla la Vieja, mientras que Don Juan Manuel contaba con el apoyo del reino de Murcia y con el de algunos concejos de la Extremadura castellana. Por su parte, el infante Felipe contaba con el apoyo de Galicia, con el de numerosos concejos de Castilla, León, y Andalucía que habían permanecido leales a su madre, la reina María de Molina, y también con el apoyo de los concejos que todavía no apoyaban a ninguno de los tres tutores del rey.
La posición del infante Felipe era especialmente sólida en Galicia, ya que era señor de Cabrera y Ribera, pertiguero mayor de Santiago, y había aglutinado en torno suyo a los partidarios de su madre y de su hermano, el infante Pedro. Por su parte, Juan el Tuerto y sobre todo Don Juan Manuel eran apoyados por el rey Jaime II de Aragón y, por ello, las relaciones del monarca aragonés con el infante Felipe fueron, como señalan diversos autores, «frías y distantes», ya que el infante Felipe, al igual que su difunta madre, la reina María de Molina, deseaba evitar toda clase de influencia aragonesa en Castilla.
El infante Felipe convocó a las Cortes de Valladolid de 1322 a los representantes de los concejos de las villas y ciudades de los reinos de Castilla, León y las Extremaduras que aún no apoyaban a ningún aspirante a la tutoría del rey, según consta en las actas de dichas Cortes, ya que la Gran Crónica de Alfonso XI omite los sucesos ocurridos entre abril de 1321 y finales de 1323. Además, hasta la celebración de las Cortes de Valladolid, ninguno de los reinos que integraban la Corona de Castilla había reconocido al infante Felipe como tutor del rey, pero durante dichas Cortes fue reconocido como tal, aunque bajo ciertas condiciones, como aparece reflejado en el Cuaderno de las mismas.

El día 8 de mayo de 1322, aprovechando las Cortes celebradas en Valladolid, el cardenal de Santa Sabina comenzó a celebrar un concilio nacional que terminó el día 2 de agosto. Este concilio fue uno de los más importantes en la historia de Castilla, ya que en él se intentó acometer una verdadera reforma de la Iglesia castellana, y se intentó poner en práctica lo legislado en los anteriores concilios ecuménicos del siglo XIII. Diversos autores señalan además que todos los concilios provinciales y sínodos castellanos del siglo XIV y la mayor parte de los del siglo XV se apoyaron en lo legislado en el concilio vallisoletano de 1322.

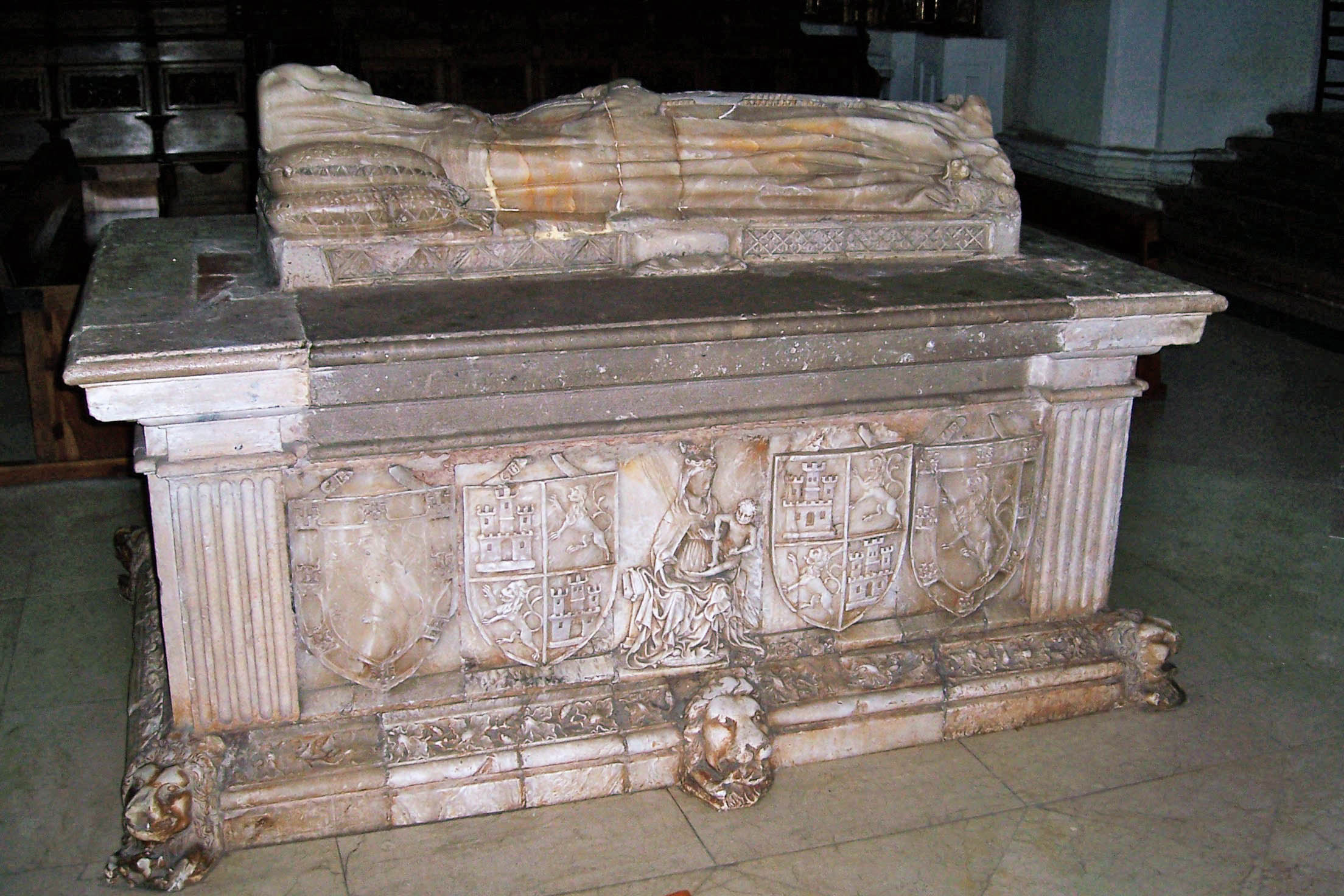
Sepulcro de la reina María de Molina. (Monasterio de las Huelgas Reales de Valladolid).

Dos ordenamientos surgieron de las Cortes de Valladolid de 1322, que fueron las últimas celebradas durante la minoría de edad de Alfonso XI. Uno de ellos fue el otorgado por el infante Felipe a los concejos de Castilla, León y las Extremaduras, y el otro fue otorgado por Juan el Tuerto a los monasterios castellanos. El otorgado por el infante Felipe fue publicado en 1861 por la Real Academia de la Historia en su obra Cortes de los antiguos Reinos de León y de Castilla, transcribiendo el ordenamiento remitido al concejo de la ciudad de León el día 8 de mayo de 1322, y en él se mencionan a las Andalucías, aunque no expresamente a Andalucía, debido, en opinión de algunos autores, a que dicha región no contaba en ese momento con representantes en las Cortes. El ordenamiento otorgado por el infante Felipe está compuesto por ciento cinco peticiones y sus correspondientes respuestas por parte del tutor del rey.
No obstante, en el ordenamiento no consta qué miembros del clero asistieron a las Cortes, a excepción de Pedro de Valdivia, abad del monasterio de San Salvador de Oña, pero diversos autores señalan que, teniendo en cuenta los asuntos tratados en las Cortes, y el hecho de que entre los meses de julio y agosto de 1322 se celebrara un concilio nacional en Valladolid, la asistencia de los prelados a las mismas no es, como en otras ocasiones, «una mera fórmula cancilleresca», sino que debieron asistir realmente muchos de ellos. En la Crónica de Alfonso XI consta que los prelados, los ricoshombres, los caballeros hijosdalgo, y los procuradores de los concejos concedieron al rey cinco servicios y una moneda forera.
Un mes después de haber finalizado las Cortes de Valladolid de 1322, Juan el Tuerto convocó en esa misma ciudad a sus partidarios para celebrar una nueva reunión de Cortes, pero sus actas no se han conservado en su totalidad, salvo el ordenamiento que otorgó a los abades y abadesas de los monasterios de Castilla, que consta de dos peticiones y dos disposiciones, y que también fue publicado por la Real Academia de la Historia en 1861, transcribiendo el ordenamiento remitido al monasterio de Oña el día 27 de junio de 1322. Una de las disposiciones contenidas en dicho ordenamiento es que Juan el Tuerto, en calidad de tutor del rey, se comprometía a guardar y respetar los privilegios, libertades y franquezas concedidos a los monasterios por los anteriores monarcas, y la segunda estaba relacionada con la exigencia a los monasterios, por parte de los adelantados y merinos mayores de Castilla, de mulas y vasos de plata, incumpliendo con ello los privilegios concedidos a los monasterios por el rey Fernando IV.

### Disposiciones generales

Escudo de armas del infante Felipe de Castilla, hijo de Sancho IV de Castilla.

- El infante Felipe confirmó, en calidad de tutor del rey, los ordenamientos surgidos de Cortes anteriores,[18] y confirmó además a las ciudades y villas todos los fueros, usos, costumbres y privilegios que venían disfrutando desde el reinado de Alfonso VII de León,[19] y se comprometió a no emitir cartas desaforadas que atentaran contra tales derechos y privilegios, bajo pena de perder la tutoría del rey.[20]
- El infante Felipe fue reconocido como tutor del rey Alfonso XI por un período de cuatro años, hasta que el monarca alcanzase la mayoría de edad, y se comprometió a no compartir con nadie la tutoría ni los pechos o derechos del rey.[1]
- También se comprometió el tutor del rey a guardar y cumplir el ordenamiento de estas Cortes, y a perseguir las cartas desaforadas o documentos que atentasen contra el mismo.[21] Además, ordenó que el cuaderno de las Cortes estuviera exento de pagar las tasas de cancillería y de tabla, y lo selló con su sello.[21]
- Los procuradores solicitaron al infante Felipe que se comprometiera a guardar el señorío del rey, es decir, el realengo, y todos sus derechos, ciudades, villas, castillos, y aldeas, y el infante se comprometió a ello,[1] así como a guardar y respetar los derechos de los habitantes del reino sobre los bienes comunales, como los montazgos, sierras, prados o pastos.[22]
- Un ayo debería acompañar continuamente al rey, junto con veinticuatro caballeros que se turnarían de ocho en ocho cada cuatro meses. Seis caballeros serían de Castilla, otros seis de León, otros seis de Extremadura y los seis restantes de Andalucía, y cada uno de ellos cobraría cuatrimestralmente 3.000 maravedís de soldada.[23]
- Los procuradores solicitaron al rey que los alcaldes y escribanos de la Corte que librasen los pleitos fueran hombres buenos foreros, que jurasen su cargo ante el tutor del rey,[24] y que estuvieran sujetos a responsabilidad penal,[25] al igual que los alcaldes que acompañaban a los merinos mayores, en caso de que emitieran cartas desaforadas que atentaran contra los fueros, privilegios, libertades, y buenos usos o costumbres de las villas y ciudades.[25] Se aumentó el número de alcaldes que debían acompañar al rey a veinticuatro, y se dispuso que se turnarían para residir en la Corte por periodos de cuatro meses,[26] que librarían los pleitos de sus comarcas respectivas, que no deberían cobrar nada a excepción de su salario y de las cantidades establecidas, y que seis de ellos serían de Castilla, otros seis de León, otros seis de Extremadura y los seis restantes de Andalucía, y que cada uno de ellos cobraría cuatrimestralmente 3.000 maravedís.[22] Además, los veinticuatro alcaldes deberían estar acompañados por ocho escribanos, y dos de ellos serían de Castilla, otros dos de León, otros dos de Extremadura y los dos restantes de Andalucía, y cada uno de ellos cobraría cuatrimestralmente 1.500 maravedís.[22]Alcázar de los Reyes Cristianos. (Córdoba).

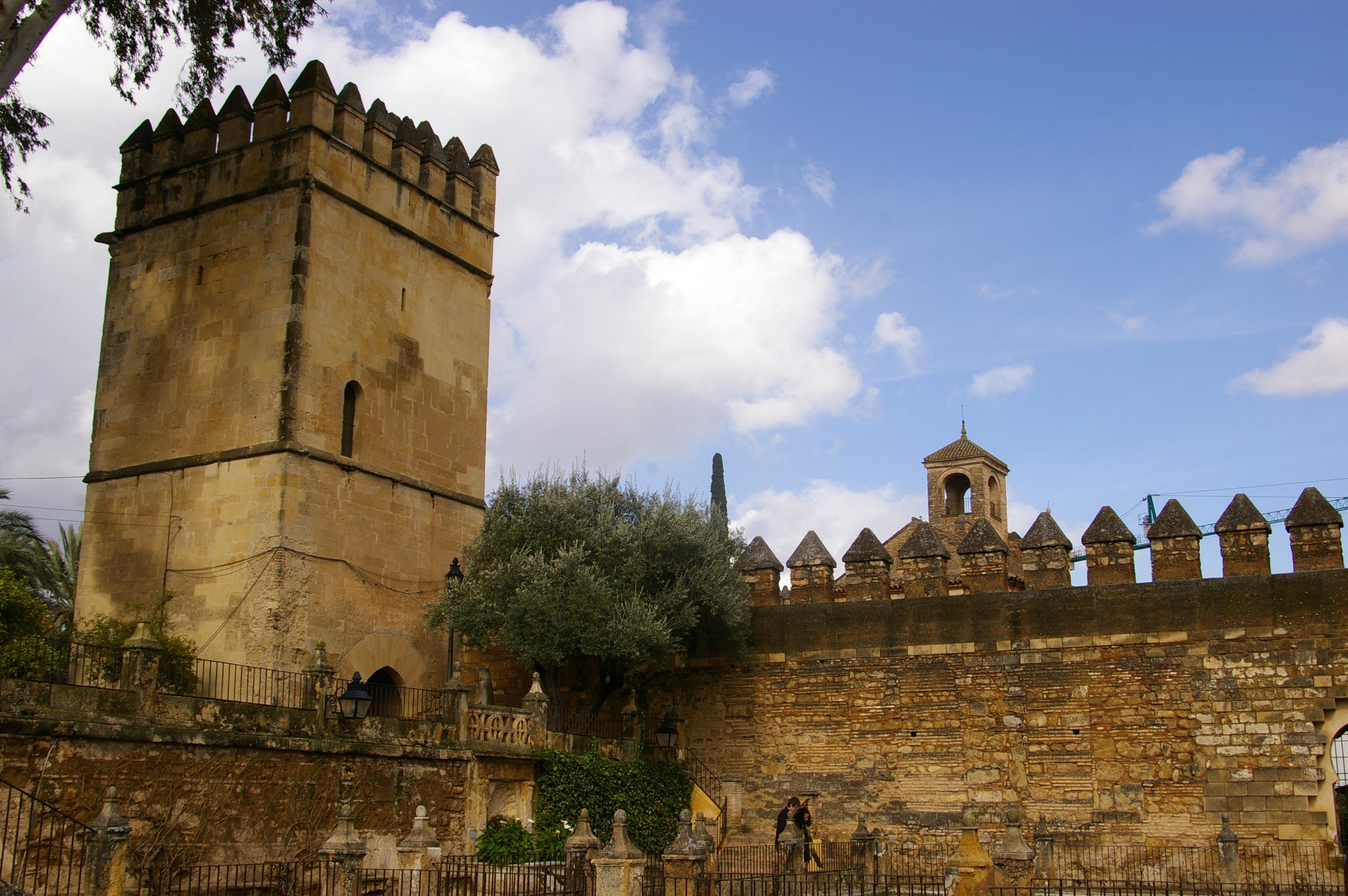
Alcázar de los Reyes Cristianos. (Córdoba).

- Además, se dispuso que los caballeros y hombres buenos de la Hermandad general que debían acompañar al rey y librar los pleitos que se presentaran al monarca, deberían recibir puntualmente sus soldadas correspondientes.[1]
- También solicitaron los procuradores que se nombraran merinos en los lugares donde fuera necesario, que fueran hombres buenos y naturales del lugar donde desempeñarían su cargo, que estuvieran acompañados por alcaldes del rey que les ayudasen a librar los pleitos, y que diesen fiadores para controlar su labor y para que respondieran en caso de que los merinos cometieran algún mal.[27] Además, los merinos solamente podrían entrar en los lugares donde tuvieran derecho y no podrían hacerlo en las villas de realengo.[27]
- Se dispuso que en la Corte debería haber un alguacil, pero que no debería cobrar el almotacenazgo a menos que el rey o su tutor fueran en hueste contra los musulmanes.[28]
- Los encargados de alguna misión por el rey o su tutor deberían viajar seguros durante el transcurso de la misma, y los que quebrantasen esta norma serían ejecutados.[21]
- Si fuera presentada alguna querella a los alcaldes de la Hermandad general o a los alcaldes de las villas,[21] estos deberían hacer las pesquisas pertinentes y, posteriormente, el merino o los justicias correspondientes se encargarían de que el culpable reparase los daños ocasionados. La mitad del importe de la sanción que se impusiera sería para el demandante y la otra mitad para el alcalde.[21]
- Se acordó también que el infante Felipe de Castilla no delegaría la función jurisdiccional en ningún infante ni ricohombre, salvo en los merinos mayores de Castilla, León y Galicia, y en los adelantados mayores de la frontera y del reino de Murcia.[25]Retrato que se supone representa a Don Juan Manuel, nieto de Fernando III de Castilla. (Catedral de Murcia).

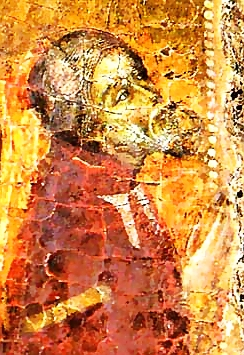
Retrato que se supone representa a Don Juan Manuel, nieto de Fernando III de Castilla. (Catedral de Murcia).

- Se prohibió el uso de las pesquisas cerradas,[25] ya que las que se hicieran carecerían de validez.[29]
- Los procuradores solicitaron que las tenencias de los alcázares y castillos del rey que no hubieran prestado homenaje fueran confiadas a caballeros u hombres buenos naturales de las villas o ciudades donde desempeñarían su cometido,[24] ya que cuando las tenencias eran encomendadas a individuos de otros lugares, frecuentemente cometían desde las fortalezas a su cargo robos u otros crímenes o violencias, quedando por ello estragado el territorio.[30] Y también solicitaron que los alcaides de las fortalezas que sí hubieran prestado homenaje entregasen fiadores de las villas o lugares donde estuvieran sus castillos,[24] y que en caso de que cometieran algún crimen o violencia fueran castigados física y económicamente, y despojados de sus retenencias.[31] Por otra parte, también se decretó que el dinero derivado de las retenencias de los castillos y alcázares del rey debería ser entregado exclusivamente a la persona que estuviera al mando de la fortaleza.[24]
- Al igual que en las Cortes de Burgos de 1315, se decretó que la fortaleza erigida a la muerte de Sancho IV en Valbuena de Duero debería ser derribada.[24]
- Se reiteró la prohibición de sacar del reino cosas vedadas,[32] entre las que se incluían los caballos, los animales vivos o muertos, los cautivos musulmanes, los alimentos, los metales preciosos, la moneda acuñada,[33] y el pan.[34] Diversos autores señalan que el retroceso de la superficie dedicada al cultivo de los cereales, unido a otros factores, como las condiciones climáticas adversas, o las guerras y los saqueos, provocaron un descenso del volumen global de la producción cerealista imposible de cuantificar, pero «deducible» por las reiteradas prohibiciones de sacar pan del reino castellano,[34] decretadas en distintas reuniones de Cortes del siglo XIV, como en las Cortes de Valladolid de 1322.[34]
- Se decretó que no deberían hacerse pesquisas sobre la exportación de las cosas vedadas, y que los guardas encargados de impedir que salieran del reino esas mercancías deberían vigilar en los puertos y en los mojones colocados en las fronteras de Castilla con los reinos de Aragón, Navarra y Portugal, pero no deberían hacerlo en otros lugares.[24]
- Además, se concedió el privilegio de franquicia a los individuos que se instalaran con sus familias en el castillo de Badajoz,[24] y se les eximió además de pagar el diezmo, la veintena, y los derechos correspondientes al rey por llevar y traer mercancías del reino de Portugal, aunque estarían obligados a respetar la prohibición de sacar del reino las cosas vedadas.[24]
- En relación con la sal, y al igual que en las Cortes de Burgos de 1315, se decretó que no podría ser sacada del reino, y se dispuso que no se hicieran bodegas o alfolíes de sal, y al que quebrantase esta disposición le sería confiscada la sal y sería condenado a muerte.[35] También se dispuso que la sal de las Salinas de Rosío y de Poza de la Sal no fuera vendida por los alamines, que la sal de las Salinas de Añana circulara por sus términos, que los alvareros que recaudaban la alvarería de las Salinas de Atienza no echaran sal en las casas para que los vecinos del municipio pagasen la pena correspondiente, y que la sal que los salineros vendieran no fuera de la prohibida.[24]Salinas en Poza de la Sal. (Burgos).

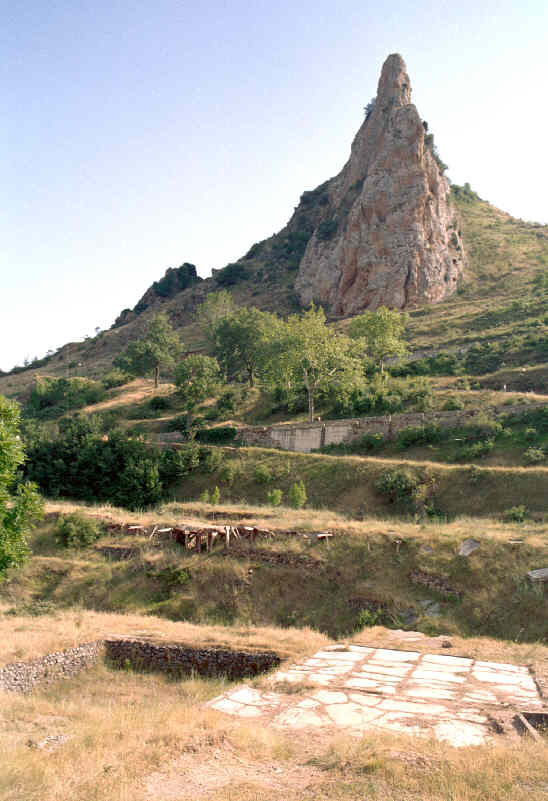
Salinas en Poza de la Sal. (Burgos).

- Se ordenó además que las casas fuertes edificadas por los nobles, los prelados, o las órdenes militares,[31] y desde las que se cometiesen crímenes o violencias, deberían ser derribadas por el infante Felipe o por los concejos, a fin de que se cumpliera lo dispuesto por los monarcas anteriores al respecto.[31] Y todos los bienes de los señores de dichas casas fuertes o castillos serían confiscados, y no se les podría acoger o perdonar.[21]
- En el ordenamiento de las Cortes de 1322 se hace referencia al alarde o revista administrativa militar, aunque son escasas las referencias a dicho acto en los ordenamientos de Cortes de la Edad Media.[36] En relación con el alarde, se dispuso que los caballeros de alarde y los ballesteros estarían exentos de pagar ciertos pechos o tributos.[37]
- Además, se reguló el servicio de la guardia del rey o de escolta armada a su persona,[38] y se dispuso que estaría formado por veinticuatro caballeros y hombres buenos de las ciudades y villas de Castilla, León, las Extremaduras y Andalucía, siendo seis de ellos de Castilla, otros seis de León, otros seis de las Extremaduras, y los seis restantes de Andalucía.[39] Ocho hombres se turnarían cada cuatro meses y su misión sería la protección y guarda del rey, y recibirían un salario cuatrimestral de 3.000 maravedís.[40]
- Los procuradores solicitaron que los monteros no fueran eximidos de pagar los pechos correspondientes, y se quejaron de que a menudo también se excusaban de pagarlos los ballesteros, los monederos y los mayordomos mayores.[28] En el caso de los monederos, se dispuso que si eran hijos y nietos de monederos, y sabían labrar moneda, no deberían pagar pechos, pero si nunca habían labrado moneda deberían hacerlo.[28]
- En cuanto a los ballesteros del rey, que estaban al mando de un alférez de ballesteros, se dispuso que en cada lugar debería haber los necesarios.[28] Se dispuso que en San Esteban de Gormaz debería haber veinte ballesteros más, que serían reclutados por García González, personero del concejo de San Esteban,[40] entre los habitantes de la villa y sus aldeas.[28] Los caballeros de alarde y los ballesteros de San Esteban de Gormaz estarían excusados de pagar los pechos reales.[28]
- Se dispuso que en Medina del Campo no debería haber más ballesteros de los necesarios,[28] y el alférez de ballesteros y los ballesteros deberían ser reclutados de entre los «pecheros de la villa», y estarían excusados del alarde.[40]Iglesia de San Miguel de San Esteban de Gormaz. (Provincia de Soria).

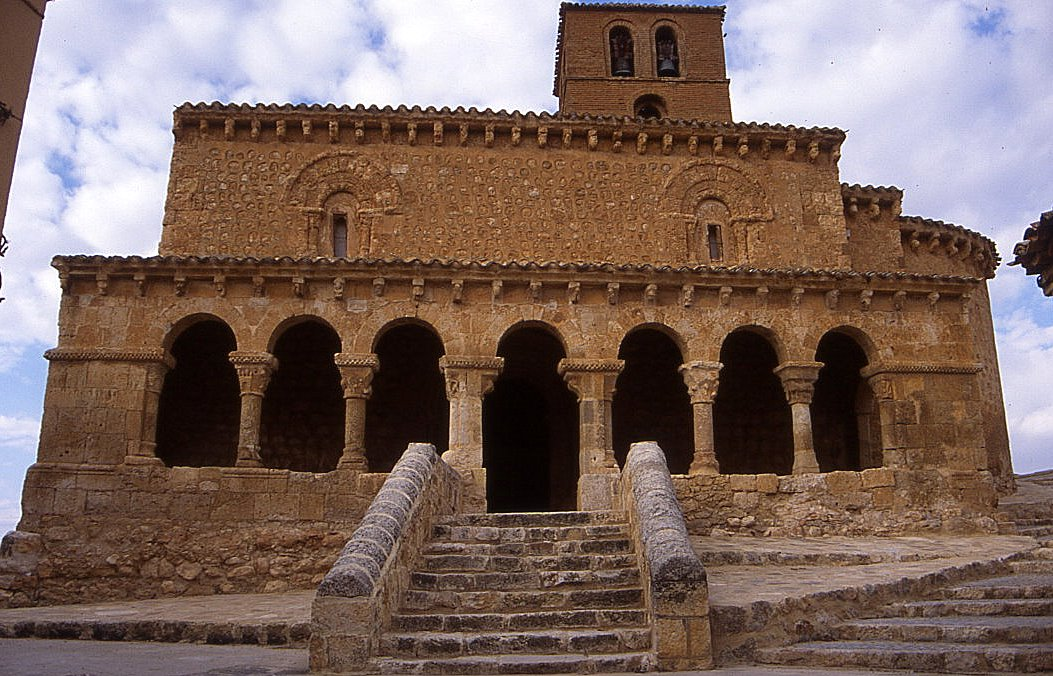
Iglesia de San Miguel de San Esteban de Gormaz. (Provincia de Soria).

- También se quejaron los procuradores de las asonadas que se producían en el reino y de los daños que ocasionaban, y el infante Felipe, en nombre de Alfonso XI, se comprometió a impedirlas.[41]
- Los procuradores se quejaron al infante Felipe de los abusos cometidos por los ricoshombres o caballeros, y de los malhechores que, desde la muerte de Fernando IV, controlaban los caminos y saqueaban, robaban, asesinaban o incendiaban aldeas sin ser castigados.[31]
- Los justicias estarían encargados de perseguir a los malhechores que fueran de otros lugares, y de tomar de sus bienes el equivalente a sus fechorías, aunque una vez transcurridos tres meses deberían pagar los daños ocasionados al demandante.[21]
- Los sirvientes de los caballeros o infanzones que se casaran en las villas deberían ser naturales de estas últimas y estar sujetos a su fuero, y las propiedades de dichos caballeros o infanzones también deberían estar sujetas a su fuero.[28]
- Si los nobles tenían una querella contra algún individuo, deberían presentarla con arreglo al fuero correspondiente ante los alcaldes, y si estos últimos no les hiciesen justicia, deberían presentar sus reclamaciones al rey o a su tutor.[28]
- Las escribanías, entregas, tahurerías y portazgos de los concejos que tuvieran derecho a tenerlos deberían ser respetados.[24]
- El rey pondría notarios y escribanos en los lugares donde fuera necesario,[24] y ellos deberían cumplir fielmente sus obligaciones, ser naturales del lugar donde desempeñaran sus cargos,[42] y no delegar sus funciones en sustitutos.[24] Además, se prohibió que los escribanos o notarios fueran clérigos, judíos, o musulmanes, o que fueran recaudadores o arrendadores de tributos.[42]Vista panorámica del municipio de Atienza. (Provincia de Guadalajara).

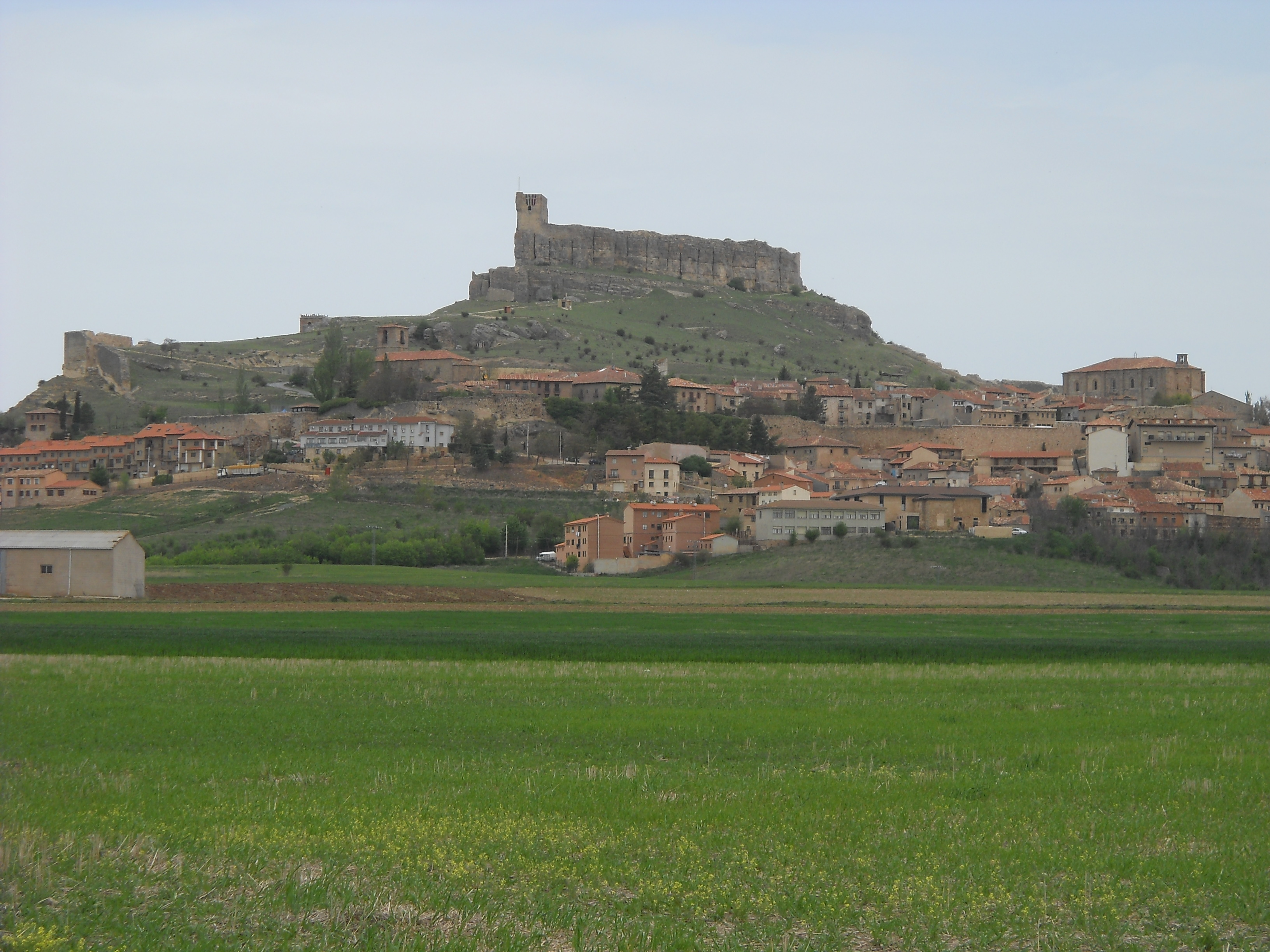
Vista panorámica del municipio de Atienza. (Provincia de Guadalajara).

- Se respetó el privilegio que tenían algunos lugares de designar a sus propios jueces y alcaldes y, al igual que en anteriores reuniones de Cortes, se dispuso que solamente se nombrarían jueces o alcaldes que no fueran naturales del lugar donde ejercerían su cargo cuando fuera solicitado por todo el concejo, o por la mayor parte del mismo,[42] pero deberían ser naturales del reino en el que estuviera la villa o ciudad donde actuarían.[27]
- Se dispuso que los merinos y los justicias deberían derribar las casas fuertes desde las que se hubieran cometido crímenes o violencias, y que se derribasen las casas fuertes que los infantes Juan y Pedro habían edificado en tierras de realengo.[28]
- Las amenazas proferidas por algunos ricoshombres, caballeros, infanzones o escuderos contra algunos concejos deberían ser levantadas.[43]
- A los nobles que hubieran cercado las villas del rey, o hubieran robado, quemado o talado campos se les tomaría la tierra o el dinero que poseyeran.[43]
- Se ordenó que solamente la villa de Atienza tuviera tutor del rey, ya que algunas aldeas de su término habían construido fortalezas y elegido a un tutor del rey.[43]
- Debido a los frecuentes robos que se producían en el reino, se dispuso que cualquier personero del concejo donde ocurrieran podría hacérselo reparar a los culpables.[43]
- Los procuradores solicitaron que todas las propiedades que hubieran sido donadas por la reina María de Molina, retornaran al realengo, al igual que las aldeas donadas por Fernando IV a los infantes Pedro y Juan. Entre estas últimas figuraba la aldea de Salinas de Rosío, que pertenecía al concejo de Medina de Pomar y había sido donada por Fernando IV a su hermano, el infante Pedro.[44]Vista del municipio de Ledesma. (Provincia de Salamanca).

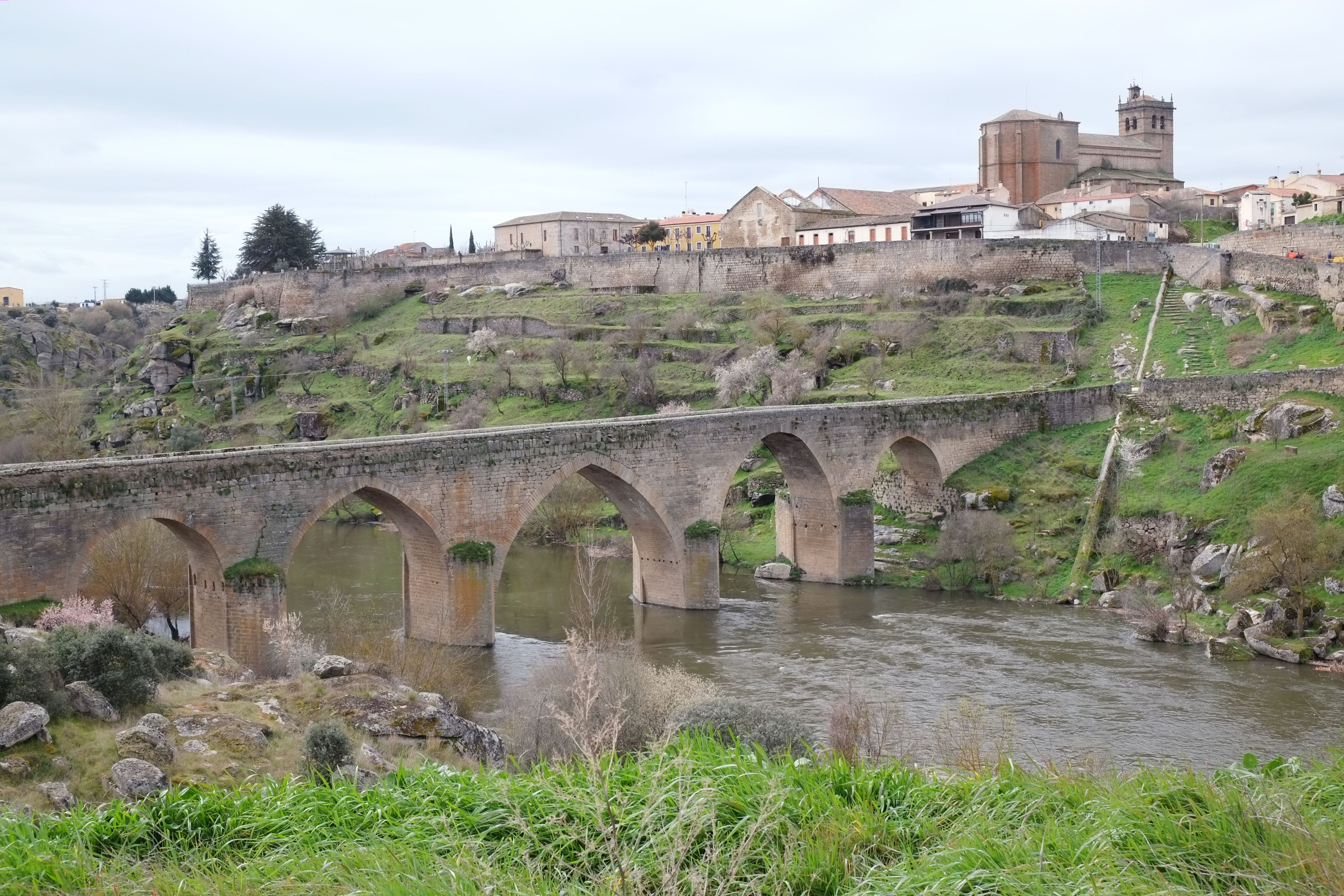
Vista del municipio de Ledesma. (Provincia de Salamanca).

- Al igual que en todas las reuniones de Cortes desde las Cortes de Palencia de 1313,[45] se dispuso que los municipios de Ledesma, Béjar, Montemayor del Río, Miranda del Castañar, Salvatierra, Granadilla, Galisteo y Alba de Tormes deberían pertenecer siempre al realengo, al igual que en la época de Fernando III, y que no podrían ser entregadas a infantes, ricohombres, o extranjeros.[46]
- Además, se confirmó al concejo de Ledesma la posesión sobre las aldeas de Pereña de la Ribera, Villarino de los Aires, la Cabeza de Framontanos, Aldeadávila de la Ribera y Mieza.[47]
- Las tierras, villas o aldeas que hubieran sido confiscadas a los concejos,[44] o a alguno de sus habitantes deberían ser devueltas a sus antiguos propietarios.[48]
- Se dispuso que todas las propiedades adquiridas por los nobles o clérigos en tierras de realengo desde el reinado de Alfonso X deberían retornar al realengo,[49] a excepción de aquellas que hubieran sido adquiridas por matrimonio, aunque previamente los concejos afectados deberían abonar a los propietarios la cantidad que los hombres buenos estimasen oportuna,[49] que debería ser equivalente al precio de compra.[28]
- Los lugares o heredades adquiridos por los concejos de las ciudades o villas de realengo, y que hubieran pertenecido a hijosdalgo, o a dueñas, no deberían serles confiscados hasta que el pleito fuera librado con arreglo al derecho y fueran oídas sus alegaciones al respecto.[49]Cañada Real Leonesa Occidental, en el Valle de Amblés, (Provincia de Ávila).

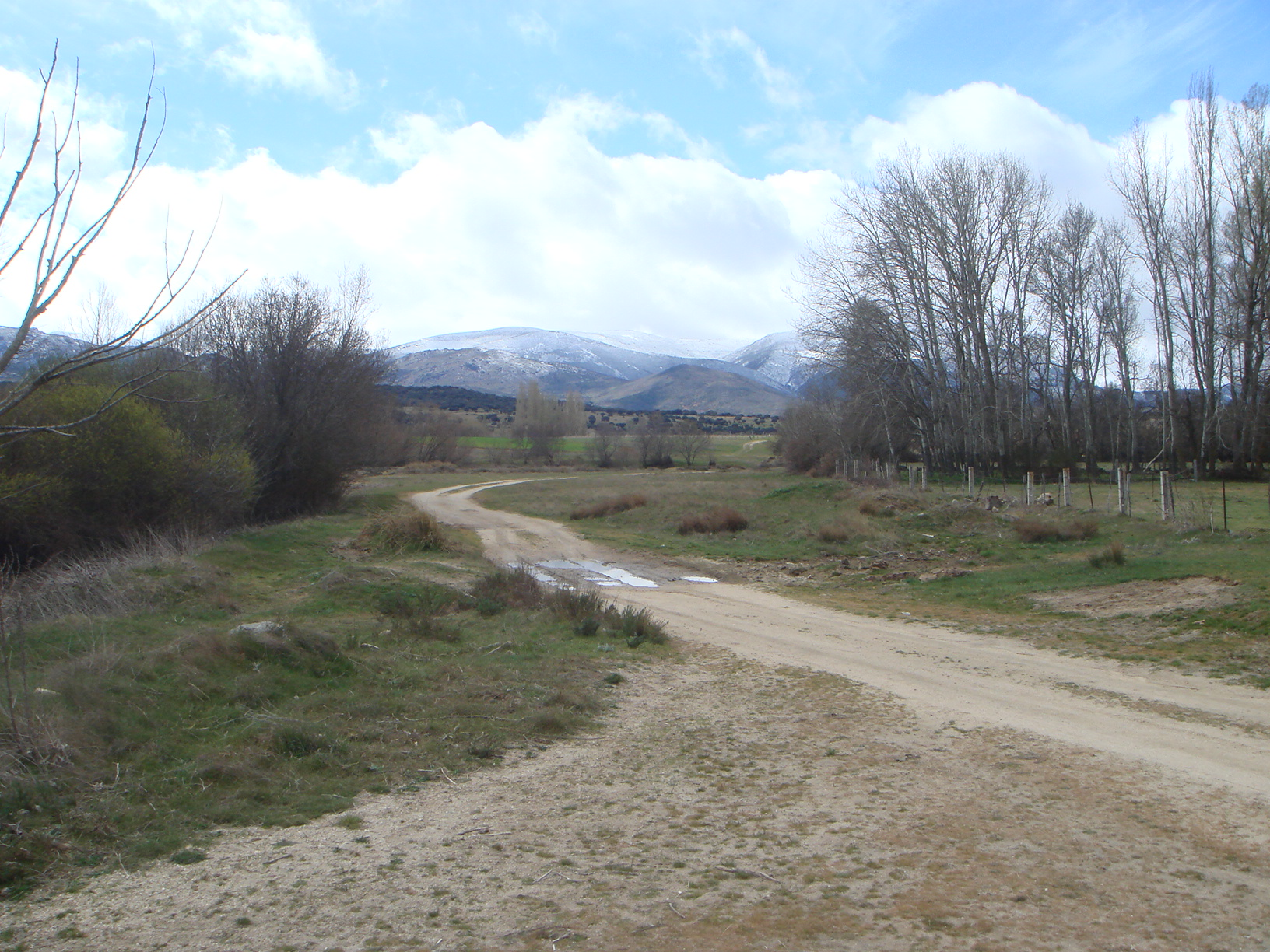
Cañada Real Leonesa Occidental, en el Valle de Amblés, (Provincia de Ávila).

- En caso de que se vendieran las tierras, villas, castillos o casas de algún señor,[43] y estuvieran situados en tierras de realengo, los vecinos del lugar tendrían derecho a comprarlos, y en caso de que no desearan hacerlo, el concejo de la villa tendría derecho a adquirirlos, con la condición de que esos bienes continuaran perteneciendo al realengo.[43]
- Varios caballeros y escuderos de Soria fueron atacados por Pedro Fernández de Nabares cuando, procedentes de la feria de Valladolid, regresaban a su ciudad, y se refugiaron en la villa de Roa por ser de realengo, pero mientras estaban en ella fueron despojados de sus caballos, rocines, y de todo cuanto llevaban.[43] Por ello, el infante Felipe dispuso en las Cortes que se les pagara todo lo que habían perdido y que en lo sucesivo las personas que regresaran de las ferias fueran acogidas en las villas del rey sin que sufrieran ningún daño.[43]
- Se delimitaron las facultades jurisdiccionales de los alcaldes entregadores de la Mesta y se acordó que los pleitos que surgieran entre los pastores de la Mesta y los labradores de las villas fueran resueltos conjuntamente por el alcalde entregador de la Mesta y por el alcalde del municipio afectado,[49] basándose en las pruebas aportadas por los hombres buenos del lugar o de la comarca,[50] y se decretó además que se respetaran exclusivamente los privilegios y cartas que tenían los pastores de los reyes Alfonso X, Sancho IV y Fernando IV.[51]
- Los representantes de las villas y ciudades se quejaron de que el ganado trashumante, al salirse de las cañadas, ocasionaba daños en las fincas de los agricultores. Y por ello, se dispuso que el ganado trashumante solamente debería circular por donde ya lo hacía en la época de Alfonso X, y que no debería salir de las cañadas antiguas, entre las que se contaban la de León, la segoviana, y la de la Mancha de Montearagón, y cuando no lo hicieran así deberían pagar el montazgo establecido en los fueros de cada lugar.[52] Además, los pleitos derivados de dichos daños deberían resolverse según el fuero correspondiente y los alcaldes del lugar deberían ocuparse de que los daños ocasionados fueran abonados por los causantes.[52]

### Disposiciones relativas a la cancillería

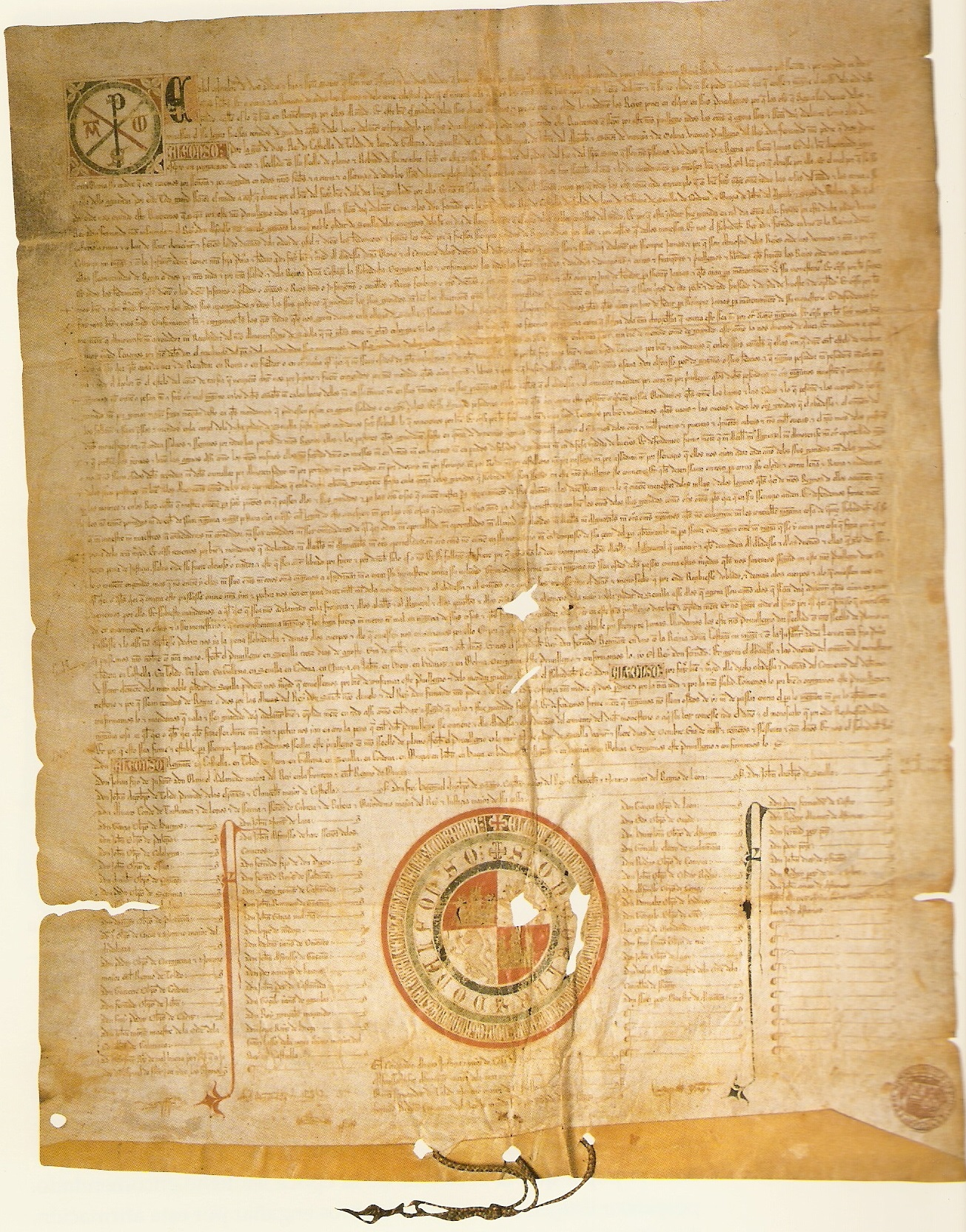
Privilegio rodado concedido en 1327 por Alfonso XI de Castilla al monasterio de San Clemente de Sevilla.

- Los procuradores solicitaron que no se emitieran ni circularan por el reino cartas de creencia,[44] cartas blancas, o albalaes con los que se pudiera matar o imponer tributos excesivos a alguien «contra ffuero e contra derecho».[25]
- También solicitaron los procuradores que la cancillería real estuviese junto al monarca y que solamente hubiera una llave para custodiar los sellos reales, aunque dicha petición no se hizo efectiva hasta la mayoría de edad de Alfonso XI de Castilla, que fue confirmada en las Cortes de Valladolid de 1325.[53]
- Asimismo, los procuradores solicitaron que los notarios de la Corte fueran hombres buenos del reino, y que fueran designados con el acuerdo de los hombres buenos que acompañaban al rey.[54]
- Al igual que en las Cortes de Palencia de 1313, los procuradores solicitaron al tutor del rey que la elección de los oficiales de la cancillería real fuera realizada personal y directamente por él, y que los elegidos no arrendasen sus cargos y fueran hombres cuerdos y no codiciosos, cumplidores de la ley, y temerosos de Dios y del rey,[55] ya que los sobornos, que eran frecuentes en toda la administración, eran, según afirman diversos autores, «especialmente usuales entre alcaldes y escribanos», debido a que estos últimos recibían presentes y obsequios de las personas implicadas en los pleitos juzgados en la Corte.[56]
- Además, los procuradores también solicitaron que los oficiales de la cancillería real no fueran clérigos, legos,[57] o judíos, ya que achacaban las irregularidades y corruptelas de la cancillería a la procedencia social de dichos oficiales,[58] y argumentaban además que, en el caso de los clérigos y los legos, no podían ser castigados física o pecuniariamente si cometían alguna infracción.[57]
- Se dispuso que el alcalde fuera el encargado de expedir las cartas de justicia, y éstas tendrían que estar validadas por el alcalde, su escribano, y por el notario de registro.[59] Asimismo, se dispuso que las cartas expedidas en la Cámara Real deberían ser certificadas por el escribano, el tutor del rey y el mayordomo mayor del rey, y que los escribanos de cámara que otorgasen cartas de justicia sin el consentimiento del tutor del rey fueran condenados a muerte,[59] y si las otorgaban con su consentimiento deberían ser conformes al derecho.[22]

### Disposiciones relativas a la hacienda real

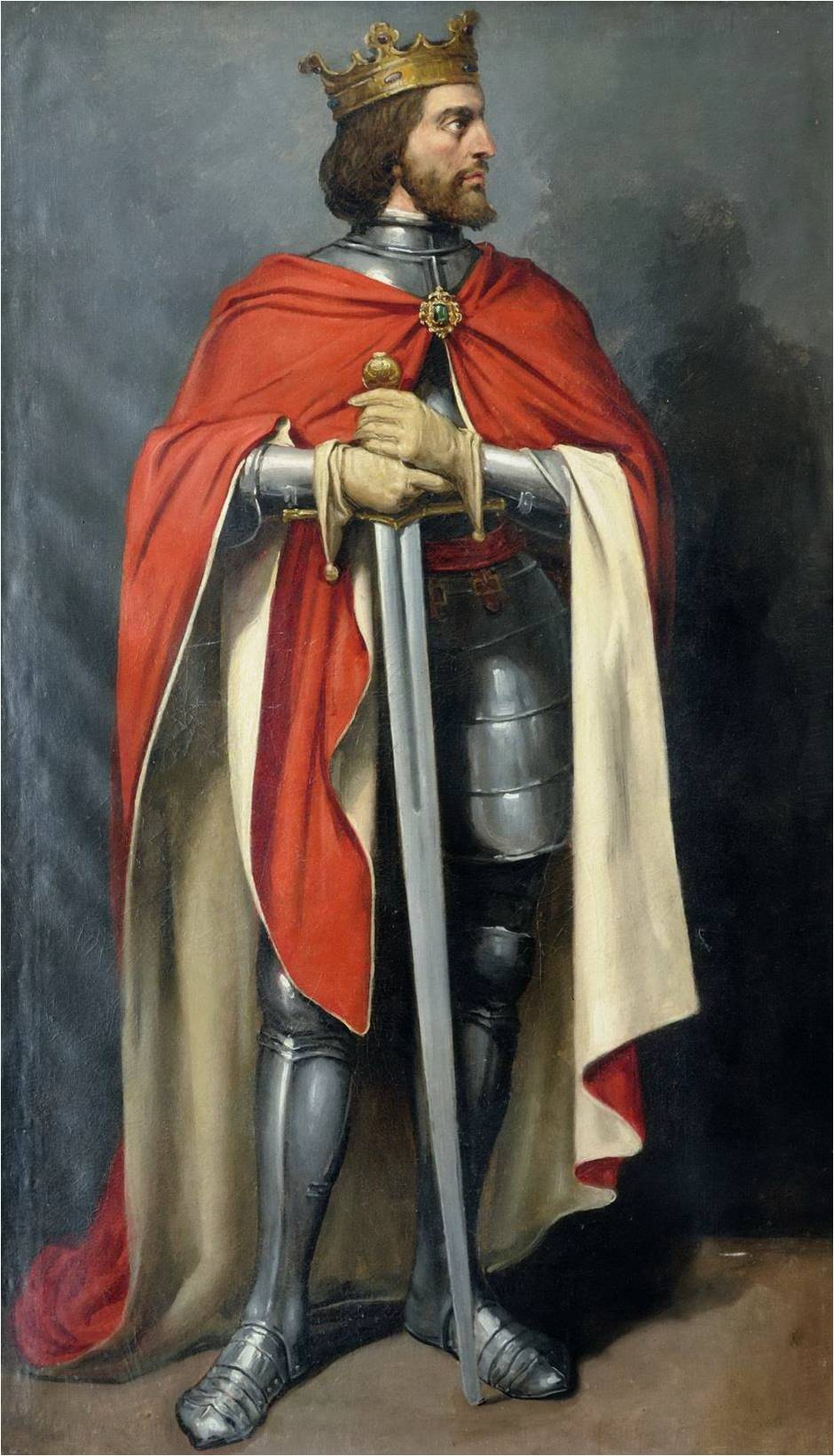
Retrato imaginario de Alfonso XI de Castilla. José María Rodríguez de Losada. (Ayuntamiento de León).

- Al igual que en las Cortes de Burgos de 1315, los procuradores solicitaron que no fueran exigidos servicios ni pechos desaforados,[20] y que los tutores del rey dispusiera de las rentas y los derechos del rey.[60]

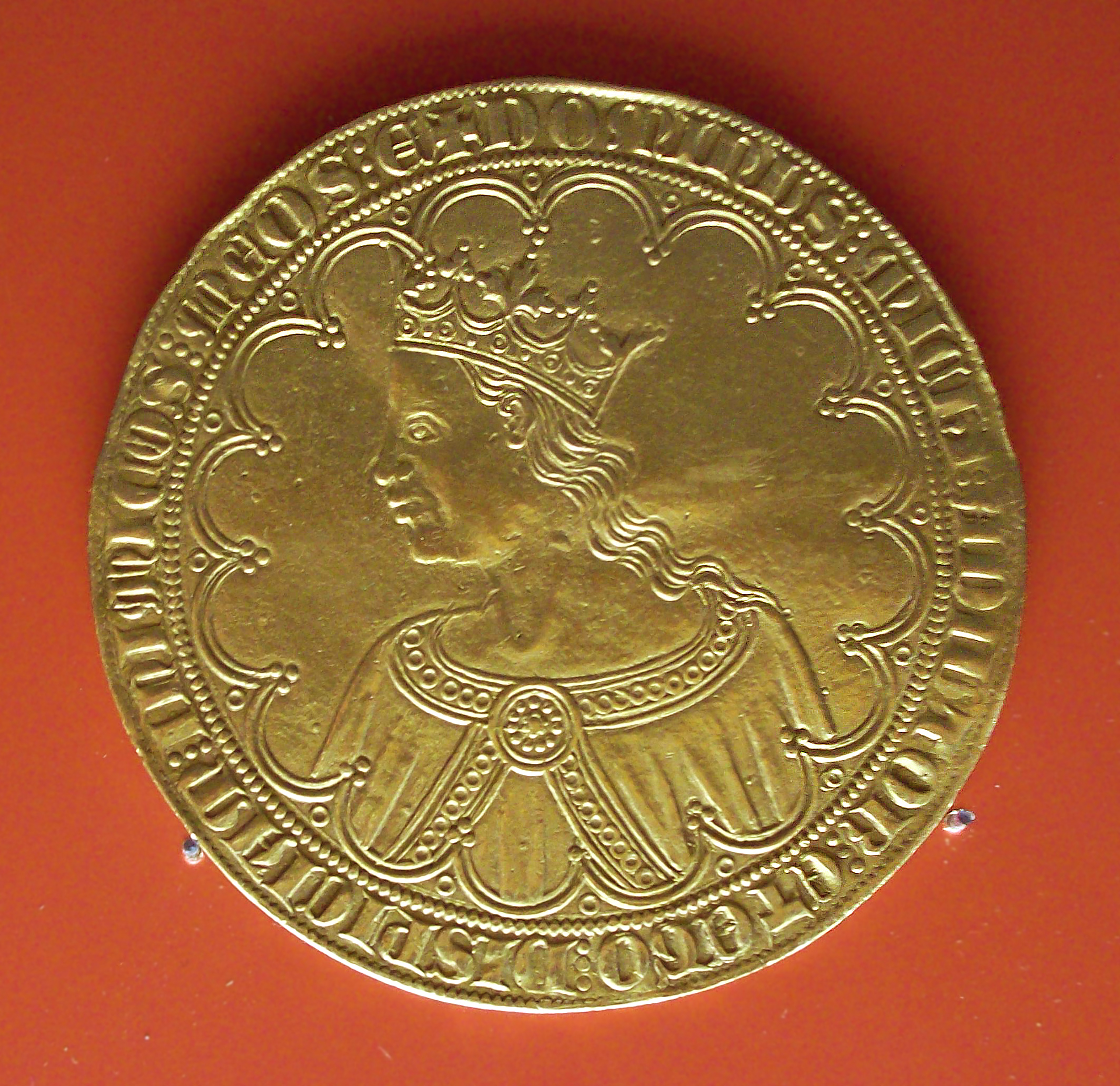
Gran dobla o dobla de a diez de Pedro I de Castilla, hijo y sucesor de Alfonso XI, acuñada en Sevilla en 1360. (M.A.N., Madrid).

- Los procuradores solicitaron que los yantares correspondientes al rey no se pidieran en dinero,[21] y volvieron a plantear cuestiones que habían sido debatidas y aprobadas en anteriores reuniones de Cortes e incumplidas debido a la inestabilidad política existente en el reino.[20] Y por su parte, el infante Felipe se comprometió a no tomar yantares en los lugares por donde pasaran el rey o él mismo, y a pagar los que tomasen.[61]
- Al igual que en anteriores reuniones de Cortes, se dispuso que los impuestos deberían ser recaudados exclusivamente por caballeros u hombres buenos de las villas y naturales de las mismas, que no estuvieran ligados a nobles, ricoshombres, infanzones, ricashembras o dueñas,[22] y que en caso de que cometieran algún error fueran castigados por los oficiales de las villas.[20] Ni los clérigos, judíos, o musulmanes podrían recaudar los impuestos, excepto en el reino de León y en las Extremaduras, donde si podrían ser recaudados por caballeros. Los alcaldes y oficiales de las villas reales tampoco podrían ser recaudadores, ya que se presuponía que en caso de juicio «no serían justos».[22]
- También se dispuso que los pechos foreros y los derechos del rey deberían ser recaudados por hombres buenos de las villas y ciudades y que no podrían ser arrendados.[43] Los individuos que los arrendasen deberían pagar 6.000 maravedís de multa y un tercio de esa cantidad sería para los acusadores, otro para los oficiales del concejo, y el último para el concejo.[43]
- Además, se prohibió que los concejos fueran prendados en concepto de la recaudación de los tributos del rey, y se dispuso que solamente podría hacerse bajo ciertas condiciones.[62]
- Los cogedores de los pechos reales deberían dar cuenta de lo recaudado a la Casa del rey, y si en veinte días no se les hubiera atendido deberían presentar sus cuentas en sus lugares de origen,[22] aunque se decretó que solamente se presentaran las cuentas pendientes posteriores a las Cortes de Carrión de 1317. No obstante, también se dispuso que en caso de que las cuentas pendientes ya hubieran sido presentadas, los recaudadores no estarían obligados a acudir a nuevos emplazamientos para rendir cuentas sobre las mismas.[63] Además, los recaudadores de impuestos deberían dar cuenta de lo recaudado a los cogedores en las sedes episcopales de sus respectivas diócesis.[22]Gran dobla o dobla de a diez de Pedro I de Castilla, hijo y sucesor de Alfonso XI, acuñada en Sevilla en 1360. (M.A.N., Madrid).
- Los procuradores solicitaron al tutor del rey que no exigiera la devolución de aquellas cantidades que, provenientes de los pechos y los derechos del rey, hubieran sido invertidas en provecho de las villas,[63] y también solicitaron que los concejos fueran eximidos de rendir cuentas por las derramas realizadas en su propio provecho desde la muerte de Fernando IV,[63] o por las derramas realizadas para pagar a los recaudadores de las rentas y pesquisas del rey.[44]
- Una de las condiciones que los concejos impusieron al infante Felipe para que fuera reconocido como tutor del rey,[64] fue que se comprometiera a respetar los privilegios, fueros, usos o costumbres de aquellos lugares que estaban exentos de pagar la fonsadera,[65] y el infante Felipe se comprometió a respetarlos.[66] No obstante, se decretó que en los lugares que no estuvieran exentos sí deberían pagarla, junto con la almotacenía, que era un derecho que se pagaba al almotacén, quien era el encargado de contrastar las pesas y medidas.[67]
- Cuando los caballeros fueran en hueste podrían recaudar la fonsadera en sus lugares de origen y repartirla entre todos los que acudieran, pero en caso de que no fueran en hueste y mandaran excusadores en su lugar, no debería entregárseles la fonsadera correspondiente.[43]
- En relación con el tributo de la castellería, se decretó que debería cobrarse al igual que se hacía en la época de Alfonso X y Sancho IV.[68]
- Se decretó además que so se cobraran los derechos de ronda, asadura o castellanía a los ganados trashumantes.[27]
- Se dispuso además que los serviciadores solamente podrían recaudar una vez al año, y únicamente en las cañadas, el servicio de los ganados, como había sido dispuesto en las cartas y privilegios otorgados a los pastores por los reyes Alfonso X, Sancho IV y Fernando IV.[69] Con ello se pretendía aliviar la presión fiscal sobre los pastores, las ferias, y los mercados, y se dispuso que los alcaldes y oficiales de las villas y ciudades deberían vigilar el cumplimiento de esta norma, bajo pena de ser sancionados según lo dispuesto en las cartas y privilegios de los pastores.[70]

### Disposiciones relativas al clero

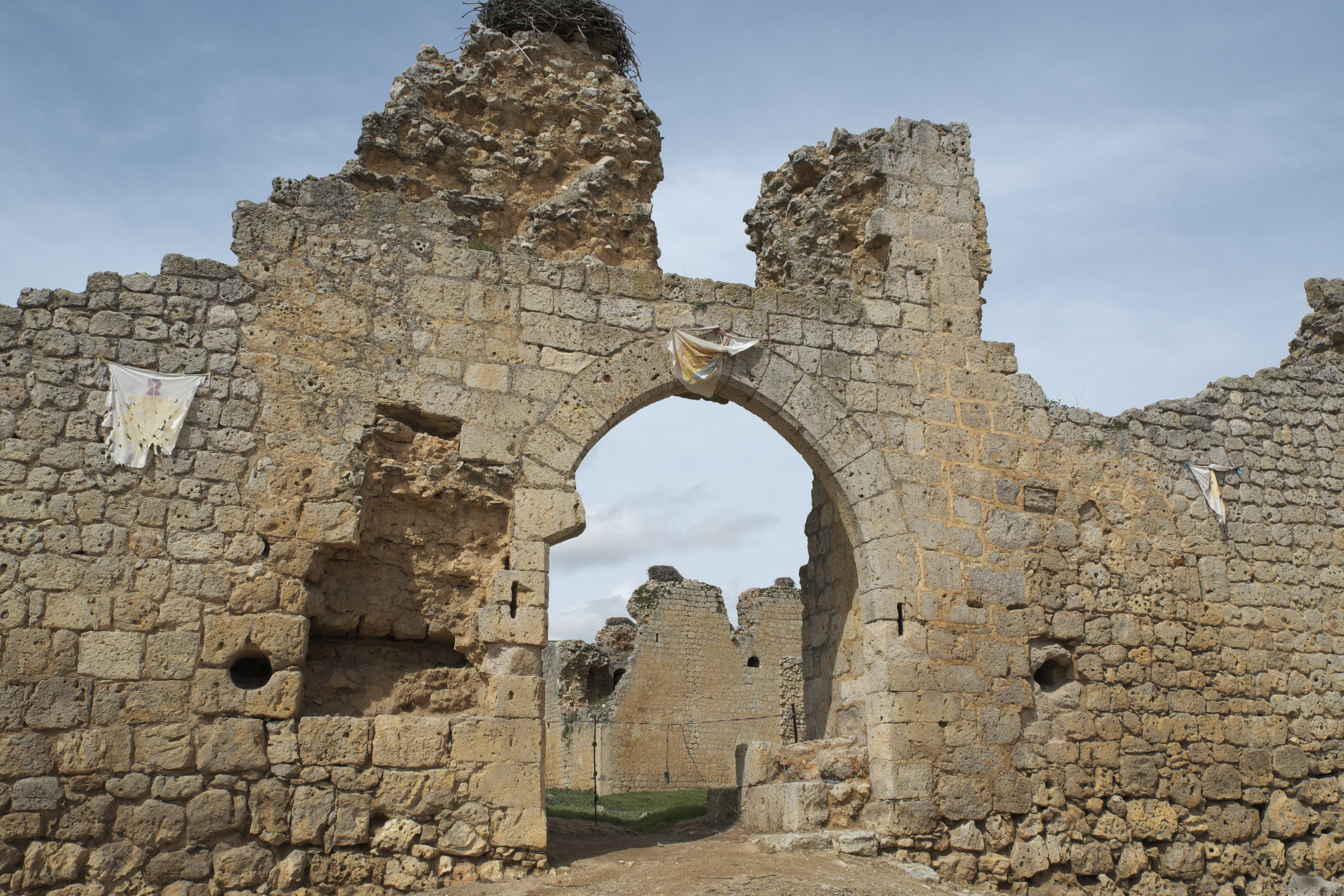
Castillo de Villagarcía de Campos. (Provincia de Valladolid).

- Los representantes de los concejos solicitaron que se restituyeran al realengo las tierras que habían pasado tanto al señorío eclesiástico como al solariego,[42] y se quejaron de que los eclesiásticos adquirían continuamente, a través de compras o donaciones,[71] bienes inmuebles en tierras de realengo,[72] de que habían sido levantados castillos, casas fuertes o cercas por el clero y las órdenes militares en lugares pertenecientes a villas de realengo,[71] y de las múltiples armas esgrimidas por el clero para intimidar a los ciudadanos de diferentes poblaciones.[72] Y por todo ello, el infante Felipe prohibió que las tierras de realengo pasaran a manos de los prelados o de las órdenes monásticas,[73] y dispuso que todas la propiedades que habían pasado al abadengo o a las órdenes militares por compra o donación retornaran al realengo,[28] que fueran derribados los castillos, casas fuertes o cercas que los prelados o clérigos hubieran levantado desde la muerte de Fernando IV,[28] y que las tierras, villas, castillos y casas situados en el realengo que estuvieran vacantes solamente podrían ser adquiridas por habitantes del realengo o por los concejos de las villas de realengo más cercanas.[74] Pero a pesar de ello, diversos autores destacan que dichas disposiciones no se aplicaron en la realidad y fueron formuladas a fin de evitar un enfrentamiento directo entre los concejos y el tutor del rey, y en las Cortes de Valladolid de 1325, en las que se reconoció la mayoría de edad de Alfonso XI,[75] volvió a plantearse de nuevo el mismo problema.[76]
- Además, los procuradores solicitaron que el castillo y la villa de Villagarcía de Campos, que habían sido donados por la reina María de Molina al monasterio de las Huelgas Reales de Valladolid, en el que fue sepultada, retornasen al realengo, y el infante Felipe decretó que, en caso de que se demostrase que su madre, la reina María de Molina, había realizado sin derecho esa donación, la villa y el castillo serían adquiridos por la Corona, y en caso contrario no podría ser vendida a ninguna orden.[74]
- Aprovechando, como afirman diversos autores, el desconcierto existente en Castilla durante la minoría de edad de Alfonso XI, los representantes del concejo de Illescas protestaron por los abusos cometidos por el arzobispo de Toledo, que era el señor de la villa, al haber encarcelado a varios caballeros y hombres buenos del concejo.[77] Los mismos autores señalan además que los del concejo de Illescas fueron hábiles al presentar su protesta, ya que no protestaron porque sus derechos hubieran sido violados, sino porque los derechos y la jurisdicción del rey se hubieran visto mermados,[78] y solicitaron que las personas encarceladas por el arzobispo fueran liberadas, que fueran juzgadas según el fuero correspondiente o por el rey, y que el arzobispo o los miembros del cabildo catedralicio toledano no prendieran a ninguna persona del concejo, a menos que fuera juzgado según el fuero de la localidad, o tomaran nada a ningún vecino de Illescas, a menos que fuera demandado por el rey.[78] Y el infante Felipe, en calidad de tutor del rey, aprobó todas esas demandas y dispuso además que los clérigos no deberían interferir en la jurisdicción real,[21] y decretó que el pleito debería ser resuelto por el rey cuando alcanzara la mayoría de edad.[78]Torre vieja de la catedral de Lugo.

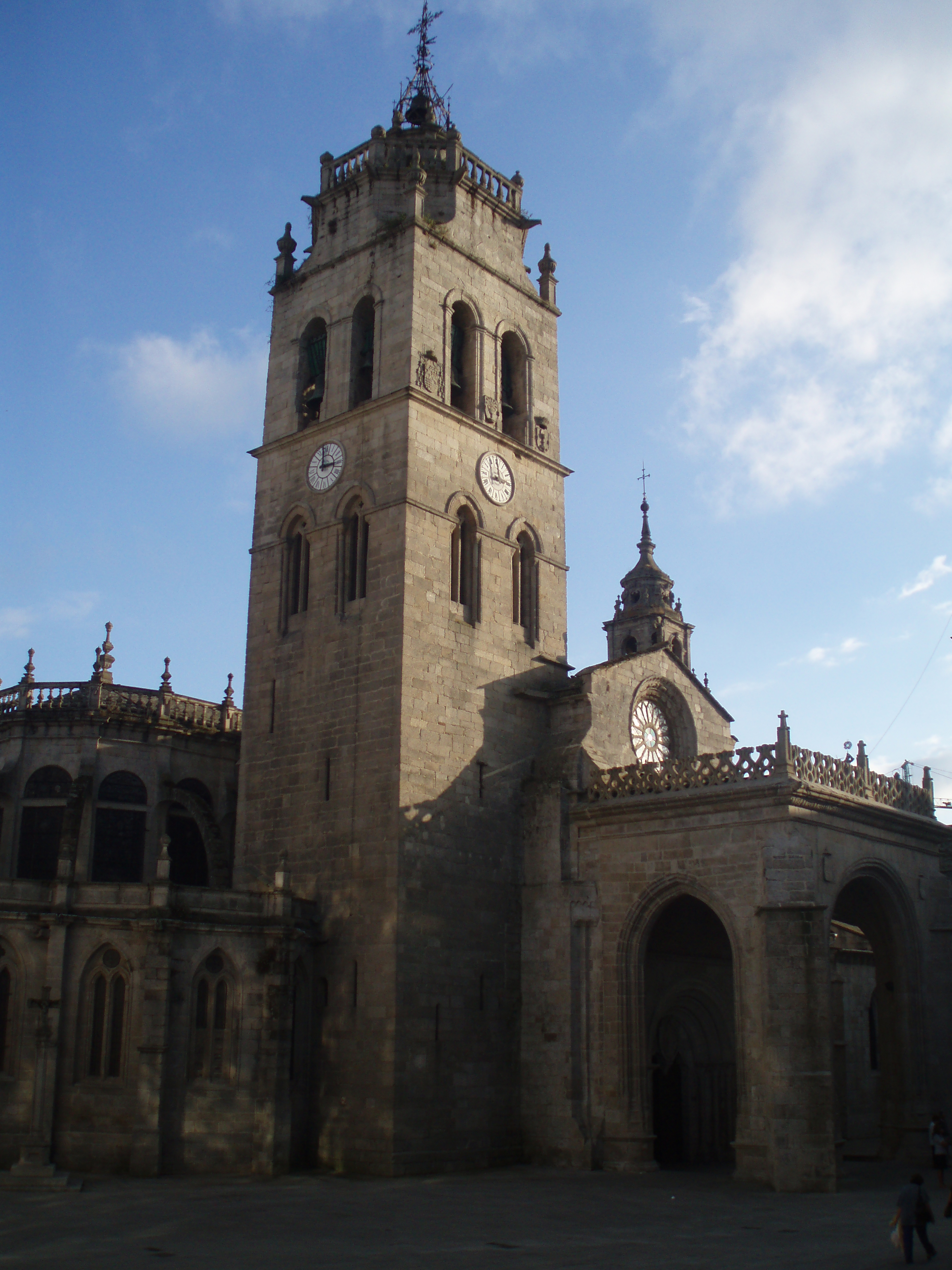
Torre vieja de la catedral de Lugo.

- Respecto al pleito existente entre el concejo de Lugo y el obispo de dicha ciudad, Rodrigo Ibáñez, el infante Felipe decretó que, a pesar de la sentencia de excomunión que había sido impuesta a toda la ciudad para que obedecieran al obispo, que ostentaba el señorío de la ciudad, dicha sentencia no debería cumplirse hasta que hubieran sido oídas las alegaciones del concejo,[44] y el pleito fuera juzgado con arreglo al derecho y al fuero correspondiente.[79] Y el infante Felipe dispuso además que, en caso de que la reina María de Molina o los infantes Juan y Pedro, que desempeñaron la tutoría del rey entre 1312 y 1319, hubieran emitido alguna sentencia al respecto contraria al derecho sería revocada, y que si a alguna persona le había sido tomada o embargada alguna cosa sin derecho le sería restituida. Y diversos historiadores destacan que, con este tipo de medidas, y al prometer que todas las sentencias emitidas contra el derecho por los anteriores tutores del rey serían revocadas, el infante Felipe pretendía ganarse el favor de los concejos a fin de mermar la influencia de Don Juan Manuel o de Juan el Tuerto, que eran los otros tutores del rey.[80]
- La fe pública notarial quedó regulada, y los notarios eclesiásticos solamente podrían dar validez a los documentos concernientes a los clérigos, pero nunca a los documentos de los seglares.[29]
- Los prelados y los vicarios de la Iglesia no podrían interferir en los pleitos de la jurisdicción del rey o en los pleitos que no correspondieran a su propia jurisdicción.[21] Además, a los legos que presentaran pleitos ante los clérigos se les impondría una multa de 100 maravedís, correspondiendo la mitad de dicha cantidad al demandante y la otra mitad a los oficiales reales, y los clérigos que hubieran aceptado el pleito permanecerían treinta días en prisión.[21]
- Además, se prohibió a los seglares acudir a los vicarios cuando actuasen como jueces delegados del obispo, y también se les prohibió que acudieran a los notarios eclesiásticos para que otorgasen cualquier tipo de contrato.[81] Y el infante Felipe ordenó además que en las iglesias solamente debería haber notarios de «creación real o comunal», según dispusiese el fuero correspondiente.[81]
- En los casos de bigamia se decretó que si algún hombre contraía matrimonio por segunda vez estando su esposa viva,[43] y los procuradores del arzobispo correspondiente le demandaban el pago de 300 maravedís como pena, perdería todos sus bienes y serían entregados a los hijos o nietos del bígamo o al rey, pero en ningún caso al arzobispo correspondiente.[43]
- Se dispuso que no debería haber escribanos públicos en las iglesias, catedrales, y en ningún lugar sujeto a la jurisdicción de abadengo, exceptuando a los que hubieran sido nombrados por el rey o por los concejos.[43]

### Disposiciones relativas a los judíos y musulmanes
- Los judíos y musulmanes no podrían utilizar nombres de cristianos y deberían llevar un corte de pelo específico.[49]
- Al igual que en las Cortes de Palencia de 1313,[82] se decretó que ningún cristiano podría criar a los hijos de un musulmán o un judío, o vivir con él.[27]
- Se dispuso nuevamente que el testimonio de un judío tendría validez en los pleitos entre judíos o en caso de deudas,[83] pero en los pleitos criminales solamente tendría validez el testimonio de un cristiano.[27]
- Se reiteró que los pleitos por muertes, robos o heridos entre cristianos, judíos o musulmanes deberían ser juzgados de acuerdo con los fueros del lugar correspondiente,[27] que no se tendrían en cuenta los privilegios o cartas que los judíos presentasen,[83] y que en dichos pleitos tendría validez el testimonio de dos hombres buenos cristianos.[27] Por otra parte, las caloñas deberían ser aplicadas y cumplidas según el fuero del lugar correspondiente.[27]
- Se decretó que, respecto a las deudas que los cristianos tuvieran contraídas con los prestamistas judíos, deberían cumplirse los ordenamientos promulgados por Alfonso X y Sancho IV.[84]La Gran Sala de oración de la Sinagoga del Tránsito. (Toledo).

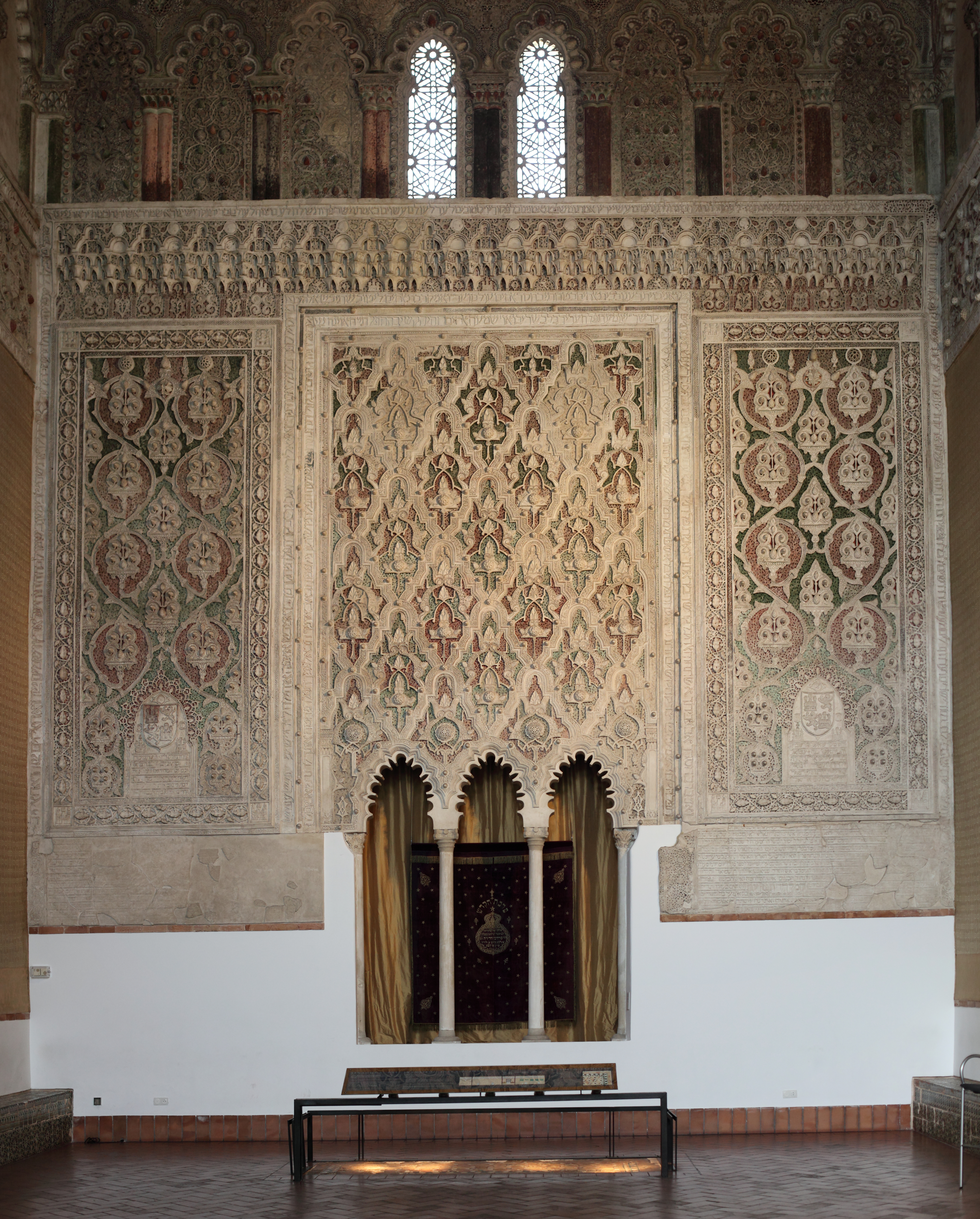
La Gran Sala de oración de la Sinagoga del Tránsito. (Toledo).

- Los préstamos o empeños realizados por judíos a cristianos deberían hacerse ante un escribano público, a fin de impedir que los prestamistas judíos eludieran la legislación real sobre los préstamos,[85] y la intromisión de la Iglesia, pues las operaciones de préstamo o empeño solían hacerse ante los vicarios y arciprestes,[86] ocasionando con ello grandes perjuicios a los deudores y a la Corona, que veía mermada su autoridad.[87] Y por todo ello, el infante Felipe dispuso que todos los préstamos concedidos de este modo por judíos o judías no tuvieran validez,[88] y que el prestamista perdiera todo lo prestado.[86]
- En relación con la disposición anterior, se decretó que los préstamos deberían realizarse ante un escribano público, a fin de impedir unos tipos de préstamo ilegales que consistían en que en la carta de préstamo constara una cantidad determinada y en la práctica fuera otra,[89] o bien que en la carta de préstamo apareciera una cantidad superior a la que realmente se había prestado y que la diferencia entre lo prestado y la cantidad obligada a devolver fueran los intereses que cobraría el prestamista.[89]
- Una decretal del papa Clemente V, mencionada en el ordenamiento de las Cortes de Palencia de 1313,[90] amenazó con la excomunión a los cristianos que practicasen la usura. Y a causa de ello, muchos cristianos se habían negado a pagar las deudas que tenían contraídas con los prestamistas judíos,[86] por lo que en estas Cortes se reiteró que las cartas de exención concedidas por el papa en este sentido no tendrían validez,[91] y que los deudores cristianos deberían pagar las deudas contraídas con los judíos.[92]
- Los prestamistas judíos solamente podrían prestar a usura a razón de «tres por cuatro al año»,[86] bajo pena de perder la vida y de que sus posesiones fueran confiscadas por el rey.[91]
- En las Cortes de Burgos de 1315 se había dispuesto que ningún judío hiciera cartas de deuda en nombre de cristianos, ya que algunos cristianos, para burlar la prohibición canónica de poder dedicarse a la usura, accedían de manera indirecta a la actividad crediticia utilizando los servicios de prestamistas judíos.[93] Por ello, en estas Cortes se decretó que aquellos escribanos que, teniendo conocimiento de la anterior disposición, hicieran cartas de deuda, perderían su cargo.[93]
- Los judíos tendrían la obligación de residir en las villas o ciudades del realengo, donde podrían tener sus juderías,[27] y no podrían establecerse juderías en tierras de señorío.[17] Además, se decretó que deberían ser conducidos a la fuerza,[94] por los jueces y los justicias de las villas, todos aquellos judíos que estuvieran establecidos en otros lugares y no desearan trasladarse a las tierras de realengo,[94] y se dispuso que los judíos deberían pechar en las aljamas donde fueran pecheros.[27]